# Ficção apocalítica e pós-apocalítica
Ficção apocalítica e pós-apocalítica/ficção apocalíptica e pós-apocalíptica (português europeu) ou Ficção apocalíptica e pós-apocalíptica (português brasileiro) é um subgénero de ficção científica, fantasia científica ou terror, em que a civilização tecnológica da Terra está a colapsar ou colapsou. O evento apocalítico pode ser climático, como uma mudança climática descontrolada; natural, como um evento de impacto; causada por seres humanos, como um holocausto nuclear ou uma depleção de recursos; médico, como uma pandemia, seja natural ou causada por humanos; escatológico, como o Juízo Final, a Segunda Vinda ou o Ragnarök; ou imaginativo, como um apocalipse zombie, uma revolução das máquinas, uma singularidade tecnológica, disgenia ou uma invasão alienígena. A história pode envolver tentativas de prevenir um evento apocalítico, lidar com o impacto e as consequências do evento em si, ou pode ser pós-apocalítico, a passar-se após o evento. O período de tempo pode ser imediatamente depois da catástrofe, focando nas labutas e na psicologia de quem sobrevive, a maneira de manter a espécie humana viva e junta, ou consideradamente depois, a incluir frequentemente o tema de que a existência da civilização pré-catástrofe foi esquecida (ou mitologizada). Histórias pós-apocalíticas frequentemente se passam num mundo futurístico sem tecnologia ou num mundo onde apenas elementos dispersos da sociedade e da tecnologia permanecem.
Várias sociedades antigas, inclusive a babilónica e a judaica, produziram mitologia e literatura apocalíticas que lidavam com o fim do mundo e da sociedade humana, como a Epopeia de Gilgamesh, escrito c. 2000–1500 AEC. Romances apocalíticos modernos reconhecíveis existiram desde ao menos o primeiro terço do século 19, quando The Last Man (1826) de Mary Shelley foi publicado. Contudo, esta forma de literatura ganhou popularidade generalizada após a Segunda Guerra Mundial, quando a possibilidade de aniquilação global pelas armas nucleares adentrou à consciência humana.

## Predecessores antigos

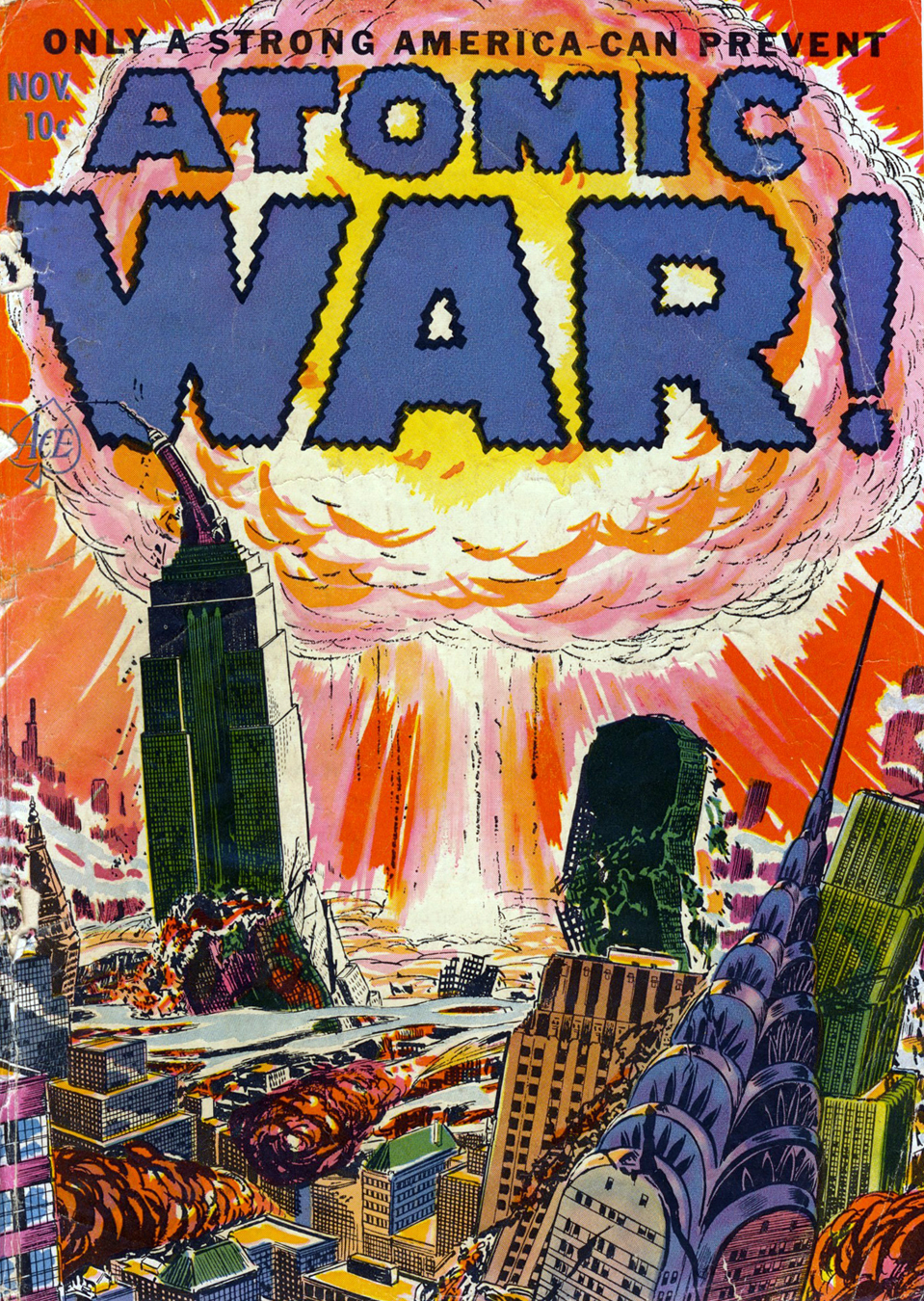
A história em quadrinhos Atomic War! (Novembro de 1952) se concentra em uma hipotética Terceira Guerra Mundial nuclear.

A história bíblica de Noé e sua arca descreve o fim da civilização original corrupta e sua substituição com um mundo refeito. Noé é designado com a tarefa de construir a arca e salvar as formas de vida para restabelecer um novo mundo pós-dilúvio.
Várias outras sociedades, incluindo a babilónica, produziram mitologia e literatura apocalíticas que lidavam com o fim do mundo e da sociedade humana. Muitas das quais também incluíram histórias que remetem ao Noé bíblico ou descrevem um dilúvio similar. A Epopeia de Gilgamesh, escrita c. 2000–1500 AEC, detalha um mito em que os deuses irados enviam dilúvios para punir a humanidade, mas o herói antigo Utnapistim e sua família são salvos pela intervenção do deus Ea.
Uma história similar sobre a narrativa do dilúvio do Génesis é encontrada na sura 71 do Corão, em que o profeta Noé, Nūḥ (نُوح ), contrói a arca e reconstrói a humanidade.
Até no hindu Dharmasastra, o dilúvio apocalítico tem uma parte proeminente. Segundo o Matsya Purana, o avatar Matsya do Senhor Vishnu, informou o rei Manu dum dilúvio totalmente destrutivo que viria muito brevemente. O rei foi aconselhado a construir um enorme barco (arca) que abrigasse sua família, nove tipos de semente, pares de todos os animais e os Saptarishis para repopular a Terra depois que o dilúvio terminasse e os oceanos e mares baixassem. No momento do dilúvio, Vishnu apareceu como um peixe com chifres e Shesha apareceu como uma corda, com a qual Vaivasvata Manu amarrou o barco ao chifre do peixe. Variantes da história também aparecem em escrituras budistas e jainistas. 
Os primeiros séculos da era comum viram o registo do Livro do Apocalipse (donde a palavra «apocalipse» no português originou, que significa «revelação de segredos»), que é cheio de profecias de destruição, assim como visões luminosas. No primeiro capítulo do Apocalipse, o escritor são João, o Divino explica sua incumbência divina: «Escreve as coisas que tens visto, e as que são, e as que, depois destas, hão de acontecer» (Apocalipse 1:19). Ele toma como sua missão transmitir — revelar — ao reino de Deus Sua promessa de que a justiça prevalecerá e que o sofrimento será vindicado. O autor provê a visão beatífica do Dia do Juízo, a revelar a promessa de Deus de redenção de sofrimento e conflito. Apocalipse descreve um Novo Céu e uma Nova Terra, e seu público-alvo cristão é frequentemente encantado e inspirado, ao invés de estar aterrorizado pelas visões do Dia do Juízo. Tais cristãos acreditaram que eles próprios foram escolhidos para a salvação de Deus, e, portanto, tais sensibilidades apocalíticas inspiraram otimismo e nostalgia para o fim dos tempos.